# IC 5332

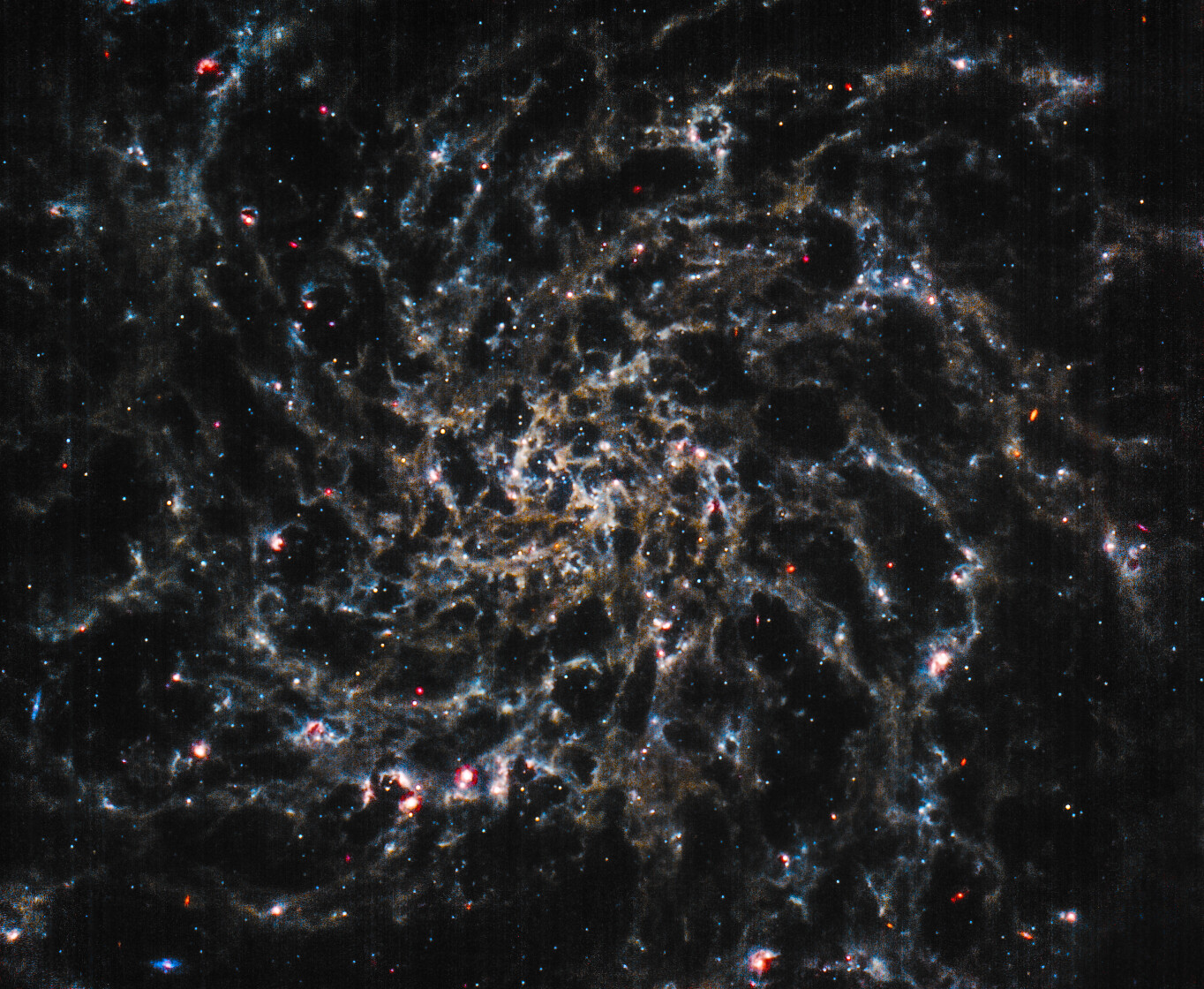
IC 5332, presa dalla fotocamera MIRI presente sul telescopio Webb

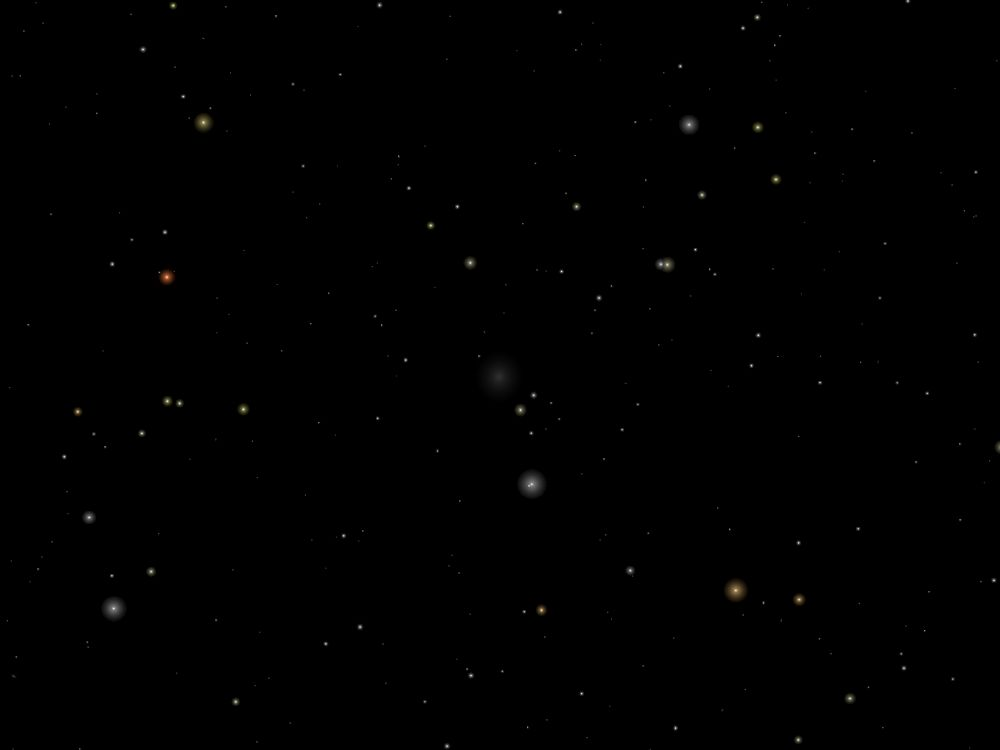
La galassia osservata con un telescopio amatoriale

IC 5332 è una galassia a spirale nella costellazione dello Scultore.
Si individua 1,5 gradi a nord della stella β Sculptoris; è un oggetto sfuggente, nonostante la sua magnitudine apparente. Occorre un telescopio di almeno 150mm per individuarne la posizione, nel quale mostrerà comunque pochi dettagli. La sua distanza dalla Via Lattea è stimata sui 39 milioni di anni-luce.